# Hepatitis viral
La hepatitis viral es la inflamación del hígado debido a una infección viral . Puede presentarse como una infección a corto plazo (aguda) o a largo plazo (crónica).

## Síntomas
Los síntomas pueden variar desde ninguno hasta tener  fiebre, cansancio, dolor abdominal, vómitos y piel amarillenta. La hepatitis viral a largo plazo puede provocar cirrosis, insuficiencia hepática o cáncer del hígado.

## Causas
Más comúnmente la hepatitis viral ocurre debido a cinco virus no relacionados. Son  la hepatitis A, B, C, D o E. La hepatitis A y E generalmente se transmite a través de alimentos y agua contaminados con heces fecales . Hepatitis B, C y D generalmente se transmiten a través del contacto con sangre infectada. Los casos en los que la causa no está claro pueden denominarse hepatitis no A-E o hepatitis X. Se han implicado varios otros virus, como el herpes simple .

## Diagnóstico
El diagnóstico se realiza mediante el análisis de sangre .

## Prevención
Hepatitis A y B se pueden prevenir mediante la vacunación, mientras que las hepatitis A y E se pueden prevenir mediante mejoras en el saneamiento .

## Tratamiento
La hepatitis A y E a menudo se resuelven por sí solas, los tratamientos efectivos para la hepatitis C a largo plazo están disponibles pero son costosos. También se pueden usar medicamentos para la hepatitis B a largo plazo. Es posible que se requiera un trasplante de hígado para tratar  complicaciones.

## Frecuencia
La hepatitis viral a largo plazo afecta a unos 325 millones de personas en todo el mundo (257 millones con hepatitis B y 71 millones con hepatitis C). Los brotes de hepatitis A y E ocurren en todo el mundo y afectan al menos a 10 millones de personas por año, principalmente en países en desarrollo. La hepatitis viral es la causa más común de inflamación del hígado. En el 2013, alrededor de 1,5 millones de personas murieron a causa de la hepatitis viral, más comúnmente debido a la hepatitis B y C. El este y el sur de Asia son las regiones más comúnmente afectadas. La hepatitis infecciosa se determinó por primera vez en la década de 1940.